# Lorenzo de' Medici
Lorenzo de' Medici (født 1. januar 1449, død 9. april 1492) var en florentinsk statsmand, der var medlem af den betydelige Medici-familie og søn af Piero di Cosimo de' Medici og sønnesøn af Cosimo de' Medici.
Efter faderens død i 1469 styrede Lorenzo Republikken Firenze, den mest betydningsfulde af de italienske stater, sammen med sin yngre broder, Giuliano, indtil 1478. I dette år forsøgte hans modstandere med støtte af pave Sixtus 4. at vælte Mediciernes styre. Oprøret mislykkedes, men Giuliano omkom. Lorenzo var herefter enehersker indtil sin død i 1492. Skulpturerne på hans gravsted i San Lorenzo-kirken er skabt af Michelangelo.
Lorenzo, som selv skrev digte, var en stor mæcen og støttede mange af renæssancens kunstnere. Michelangelo blev optaget i kredsen omkring Lorenzo, og han blev inspireret ved studiet af Lorenzos antikke skulpturer. Også Leonardo da Vinci blev støttet af Lorenzo. Machiavelli kaldte Lorenzo de' Medici "den største beskytter af litteratur og kunst, der har været". Lorenzo bærer tilnavnet il Magnifico ("den prægtige").
To af hans sønner blev senere magtfulde paver. Hans anden søn, Giovanni, blev pave Leo 10., og hans adoptivsøn Giulio (som var uægte søn af hans dræbte bror) blev pave Clemens 7.
Piero, Lorenzos første søn, formøblede farens formue og bragte sin fars hus til fald.
Med Medici-klanen rivaliserede familien Sforza, hvor Francesco var den mest kendte person.